# Llucià de Beauvais
Llucià de Beauvais (segle iii, Roma - † ca. 290, Montmille) és un sant venerat per l'Església Catòlica que visqué al segle iii. Fou el primer bisbe de la diòcesi de Beauvais. La seva festa se celebra el 8 de gener.

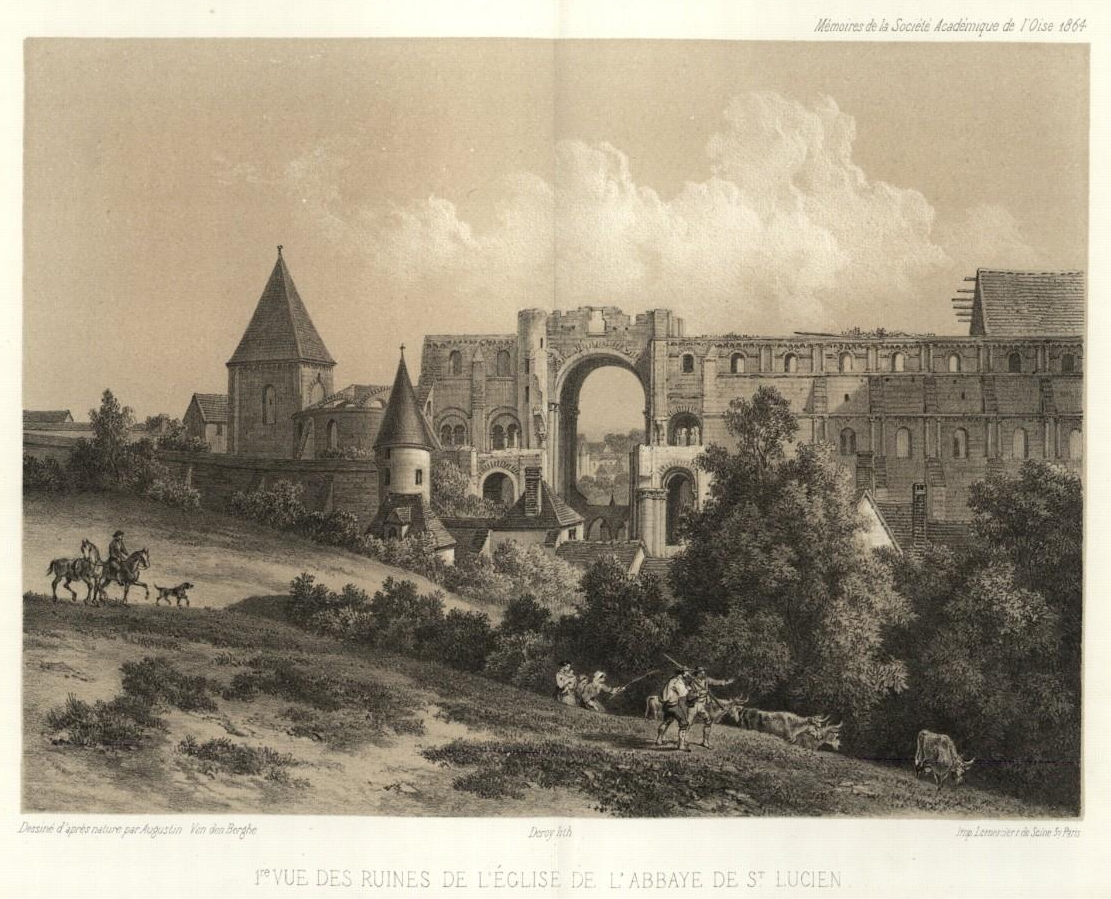
Ruïnes de l'Abadia de Sant Llucià de Beauvais. Segons un dibuix de finals del o començaments del XIX, d'Isidore Laurent Deroy, 1864

## Hagiografia
Nascut al si d'una família romana, es deia Lucius, com el seu pare, nom que canvià pel de Llucià després d'una prèdica de Sant Pere. A continuació recorregué Itàlia predicant. Durant la seva estada a Parma, en el transcurs d'una persecució contra els cristians, fou detingut i empresonat. Aquella mateixa nit del seu empresonament s'escapà. El 250 el Papa el nomenà bisbe i l'envià a la Gàl·lia juntament amb Dionís de París i Rieul de Senlis. Recorregué França i s'instal·là a Caesaromagus, l'actual Beauvais. Les seves virtuts, actes de caritat i miracles haurien contribuït a la conversió d'unes 30.000 persones. El 290 l'emperador Dioclecià, contrari al cristianisme, envià Latinus, Jarius i Antor perquè matessin Llucià, qui, avisat del perill, es refugià amb els seus companys Màxim i Julià a Montmille. Foren trobats pels romans, que decapitaren els seus companys. Llucià fou fuetejat i decapitat també.